# Portada/efemèride octubre 18
Lluís Puig i Gordi
« 17 d'octubre · 18 d'octubre · 19 d'octubre »